# Ksar Lamaarka
 (février 2020).
- Si vous ne connaissez pas le sujet, laissez ce bandeau (vous pouvez alors contacter les auteurs).
- Si vous supprimez le contenu mis en cause (vous pouvez préalablement contacter les auteurs),

argumentez précisément cette suppression dans la page de discussion
(un manque de référence n'est pas un argument ; une recherche réelle de référence doit avoir été effectuée, être formellement documentée).
Ksar Lamaarka (en arabe : قصر المعاركة ; en berbère : Ighreme N' Lamaarka) est un petit village fortifié (en arabe : محصن) de la commune rurale d'Er Rteb, dans la province d'Errachidia et la région de Drâa-Tafilalet, située au Sud-Est du Maroc.  C'est une construction ancestrale , qui fait partie intégrante du patrimoine et de l’identité socio-culturelle des régions pré-sahariennes du Maroc.

## Toponymie
Lamaarka acquit sa dénomination actuelle au XVIIIe siècle : 
- Le mot "Lamaarka" signifie débat ou discussion. En effet,nos ancêtres nous racontent qu'il y a eu des débats ou "batailles" religieuses et culturelles entre les savants musulmans ("Fkihs " en arabe), fréquentant la mosquée du ksar et venant des régions voisines telles que le Tafilalet le berceau des Alaouites
- Le mot "Lamaarka " ou (en arabe : Al-Moaaraka) signifie la bataille ou la dispute. Une querelle éclate entre les gens des villages frontaliers (ou "Ksours voisins")  et les habitants du ksar à cause du pâturage. Cette dénomination fut héritée des ancêtres qui donnèrent à ce petit village jusqu'à nos jours le nom de Lamaarka. Le village fut toujours un lieu calme,serein et sans turbulence; une terre paisible, où les différentes religions ont cohabité ensemble pendant des siècles.

## Géographie
Ksar Lamaarka est situé dans le Tafilalet: région pré-saharienne du Haut Atlas marocain,  dans un emplacement spectaculaire au milieu de la vallée de Ziz bordée d’un ruban de palmeraies où se succèdent plusieurs ksour battit en terre. Il est rattaché administrativement à la commune rurale d'Er Rteb relevant de la province d'Errachidia. Le ksar est situé sur la rive droite de oued Ziz, à 50 km de la ville d'Errachidia et à 7 km du village d'Aoufous. À l’ombre des palmiers dattiers, les habitants vivent de l’agriculture qui constitue la base de l'économie du village . 
|               | Ksar Tamaarkit et (Ksar Zrigat) |              |
| Jbel Lamaarka | Ksar Lamaarka                   | Ksar Blaghma |
|               | Ksar Zaouia Jdida               |              |

## Histoire
Ksar Lamaarka représente un des plus anciens ksour sultaniens de la dynastie alaouite dans la région de Drâa-Tafilalet au sud-est du Maroc. Les ‘Alaouites, originaires de Tafilalet attachèrent une attention particulière à la construction des ksours sultaniens. Le ksar Lamaarka a été édifié par le sultan alaouite Moulay Ismail en 1721. Le ksar a été construit pour loger le prince Moulay Cherif ( fils de Moulay Ismail), qui a été attiré par la fertilité du sol, l'abondance des eaux et le charme de son paysage et ses palmiers.[réf. nécessaire]. Le ksar a subi un processus de dégradation massive affectant ses fondements et son cadre architectural, à la suite des intempéries en particulier la grande crue dévastatrice de Oued Ziz du 5 novembre 1965 ayant occasionné des dégâts énormes dans toute la région. De nombreuses maisons se sont écroulées dans le ksar ; en particulier celles du côté de la palmeraie. Les habitants ne peuvent, comme leur ancêtre, continuer à vivre dedans et entretenir chaque année les façades et réparer les dégâts causés par les intempéries. Le travail de restauration et d’entretien devient très lourd, le ksar est alors déserté à partir des années 1970, par la majorité des familles pour construire à l’extérieur du ksar. Malheureusement, les Ksar  est aujourd'hui laissé à l’abandon et tombe en ruine au risque de disparaître à jamais du paysage et patrimoine marocain. L’enceinte du ksar est en ruine à la suite des aléas du climat, mais on peut tout de même voir les forts beaux éléments décoratifs ornant les portes sculptées en arc.

## Architecture
À l'image des constructions du Sultan Alaouite Moulay Ismaïl (1672-1727), en particulier Bab Mansour el Aleuj à Meknès. Bab jdid, mêle force et robustesse avec une allure d'harmonie par sa forme et son style architectural. La porte est une merveille architecturale exemplaire, elle a pu résister aux multiples aléas climatiques.  L'architecture de la porte est semblable à celle de Bab Mansour à Meknès. Dans l'ensemble, la hauteur totale de la construction est d’environ 15 m, l'ouverture de l'arc est près de 5 m, elle est décorée dans un style urbain avec des motifs décoratifs : le matériau de construction est constitué de briques cuite pleine et très anciennes. Les décorations qui ornent la façade de la porte sont magnifiques, le décor est constitué sur fond de zellige (mot arabe: زليج) qui reproduit des assemblages géométriques (losanges…) avec des mosaïques posées sur un lit de plâtre, vernissées surtout en bleu et en vert. La grande maison est entourée d'une grande muraille d'environ 15 m de hauteur entourant des dizaines d'habitations accolées les unes aux autres. L'entrée principale amène à un palais royal nommé «Dar lakbira», l'entrée est en arcade ornée, du côté est vers la palmeraie, mène à l'enceinte de Dar lakbira puis au Riad. Ce dernier, fut sûrement la merveille du palais, décoré d'arbustes exotiques qui furent irriguées par un système séculaire souterrain de canalisation amenant l'eau depuis la rivière "ziz" jusqu'au milieu du palais. Le plafond serti de motifs décoratifs au palais et ses portes géantes ont été dérobés par la population locale et par le Caid ayant gouverné la région à l'époque coloniale française[réf. nécessaire].  

### Grandes murailles
Ses remparts furent construits en terre (Tabia ou Louh) : du pisé en plus des briques de terre crue le tout couverts de tuiles (en arabe :البلاط) et décorée dans un style citadin, avec profusion de mosaïques et de plâtre sculpté. La pierre n’est utilisée que pour les fondations et peu au-dessus du sol pour question de protection contre les eaux pluviales et les inondations.  La battisse était consolidée de murailles d’enceinte (une muraille intérieure « en arabe : sour,السور) » et une autre extérieure « en arabe : dour,الدور ») et jalonnée de tours de guet, quadrangulaires, larges d’environ dix mètres de hauteur qui ne font penser qu’au caractère défensif pour faire face aux intempéries et aux attaques de tribus nomades régnantes à l'époque.L'ensemble de toutes ces édifices forme un habitat compact fortifié, entouré de grandes murailles d'enceinte:
- une muraille intérieure « sour : السور » ;
- une muraille extérieure « dour : الدور » ;

Cet habitat traditionnel a été favorisé par des facteurs physiques, historiques et socio-économiques caractéristiques de cette région. 

### Importance historique du patrimoine à l'échelle de la région
La porte majestueuse est le témoignage et l'archive vivante de l'évolution significative de l'histoire d'une civilisation particulière au Maroc. C'est une figure de l'histoire du Maroc, grâce à son style architecturale, elle témoigne l'époque où le ksar Lamaarka a connu un rayonnement socio-culturel et commercial au XVIIIe siècle, grâce à son emplacement géostratégique entre le nord et le sud du pays. En effet, le ksar a joué des rôles prépondérants dans l'orientation politique de la région de Erteb et est devenu par la suite partie du domaine makhzanien en servant de localité résidentielle du khalifa ou du kaid jusqu'aux années 1960 (lors de l'époque coloniale française). Enfin, Bab Jdid lamaarka est considéré par les habitants du village comme un patrimoine architectural d'une valeur historique qu’il faut lui redonner vitalité et valoriser. C’est un portail liant le passé au présent.

Galerie
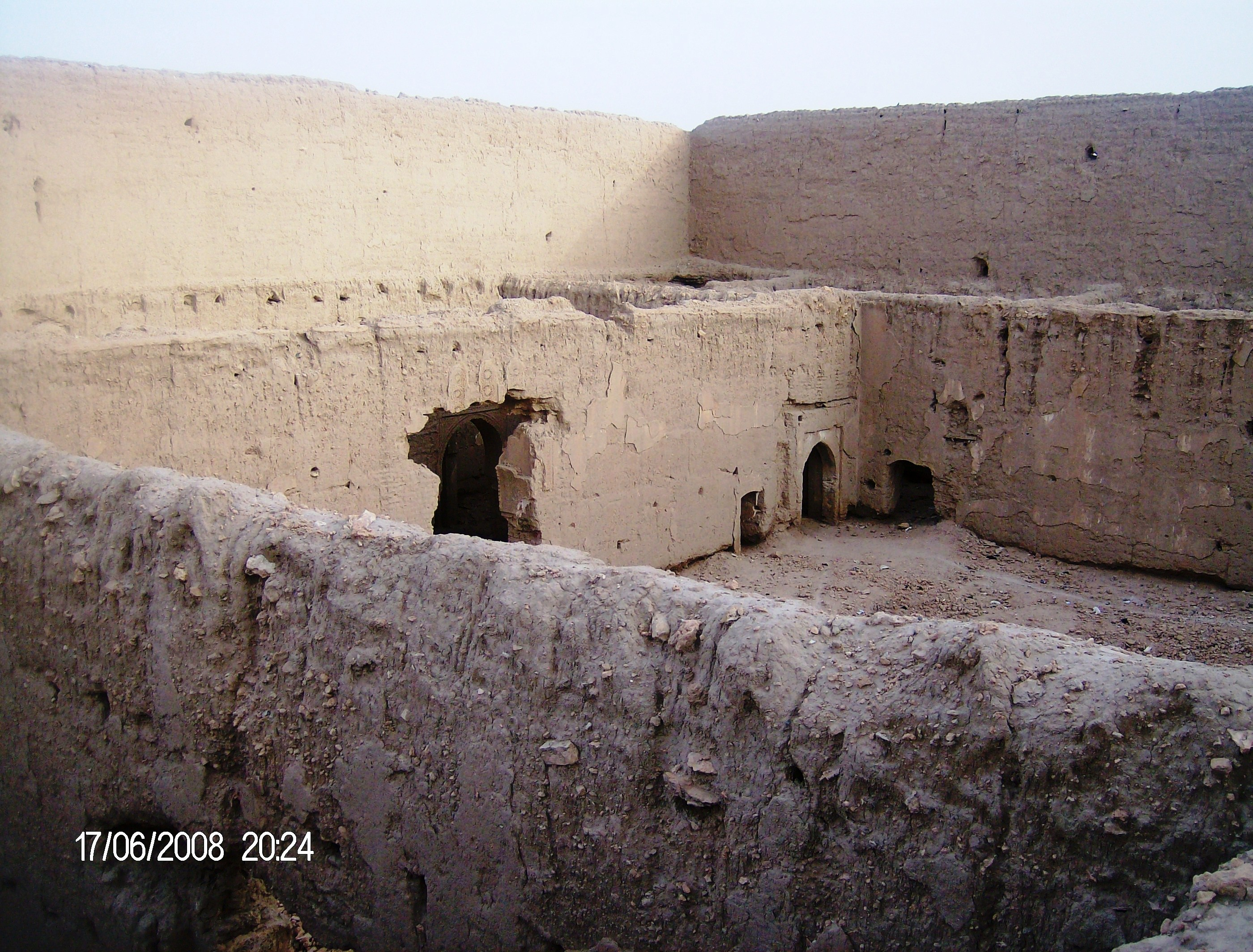
Dar Lakbira lieu du pouvoir et la demeure du gouverneur "le prince" Moulay Cherif.
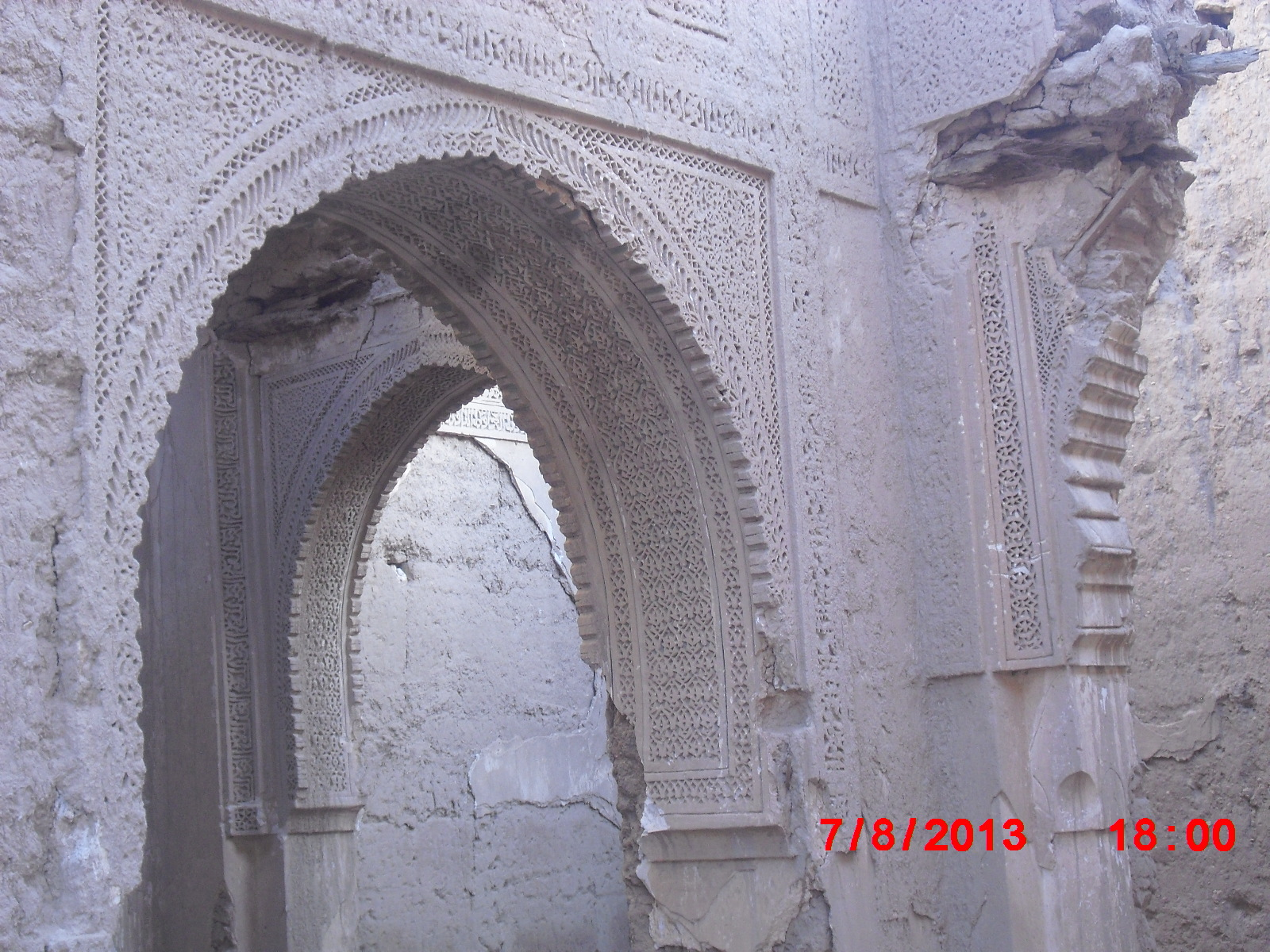
Décoration en plâtre à Dar Lakbira.
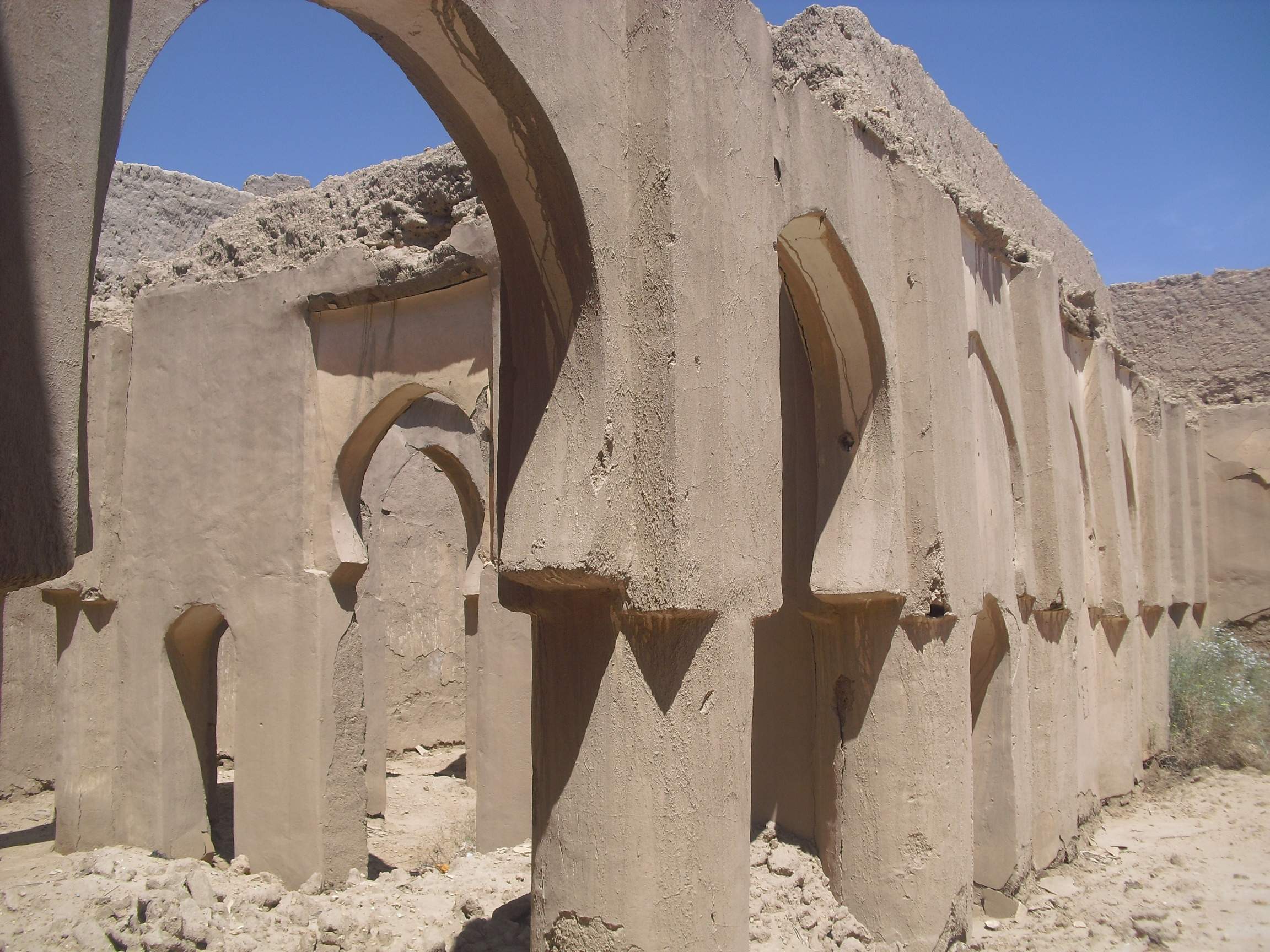
Ancienne mosquée.
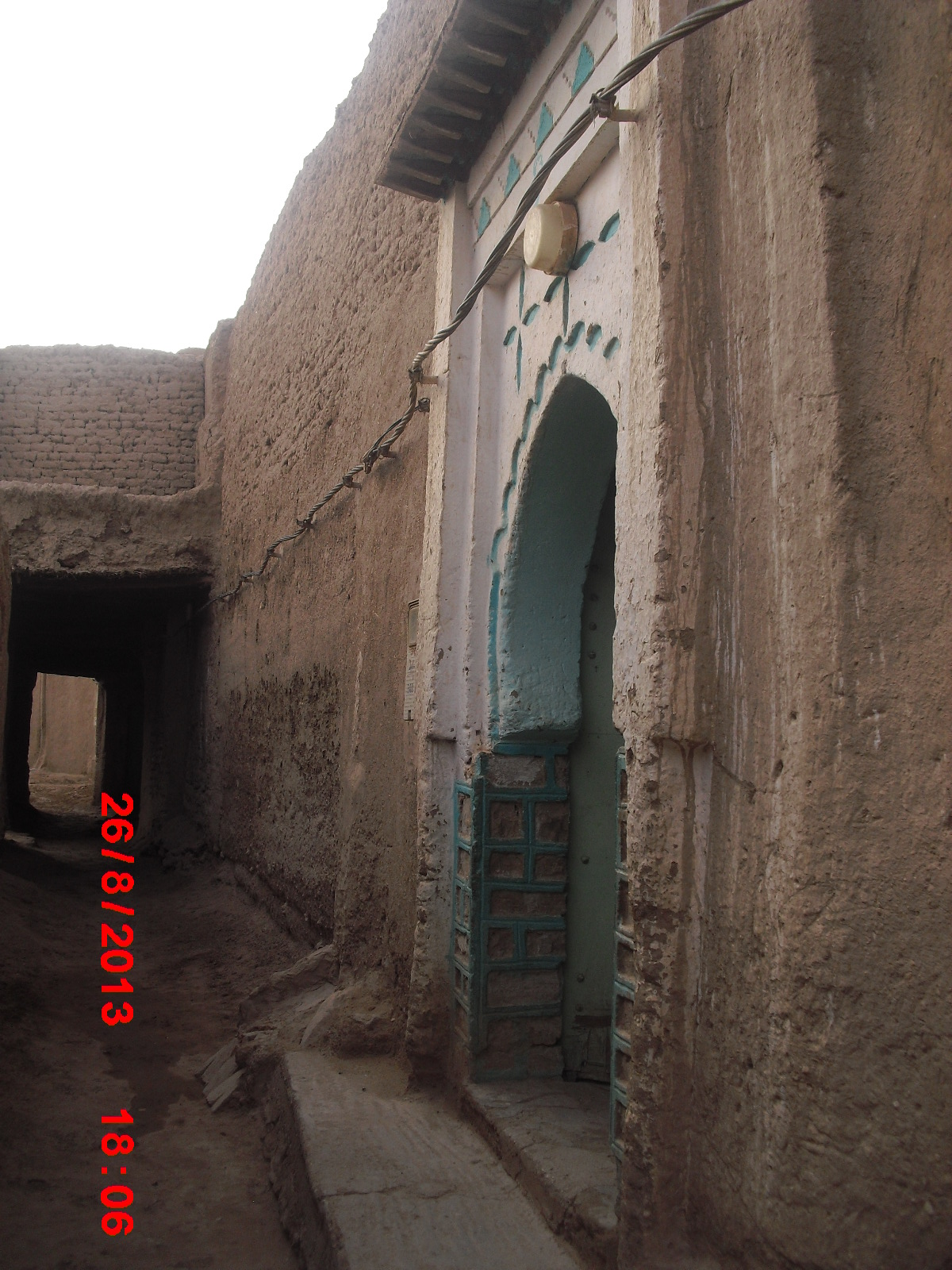
Vue latérale de la porte.
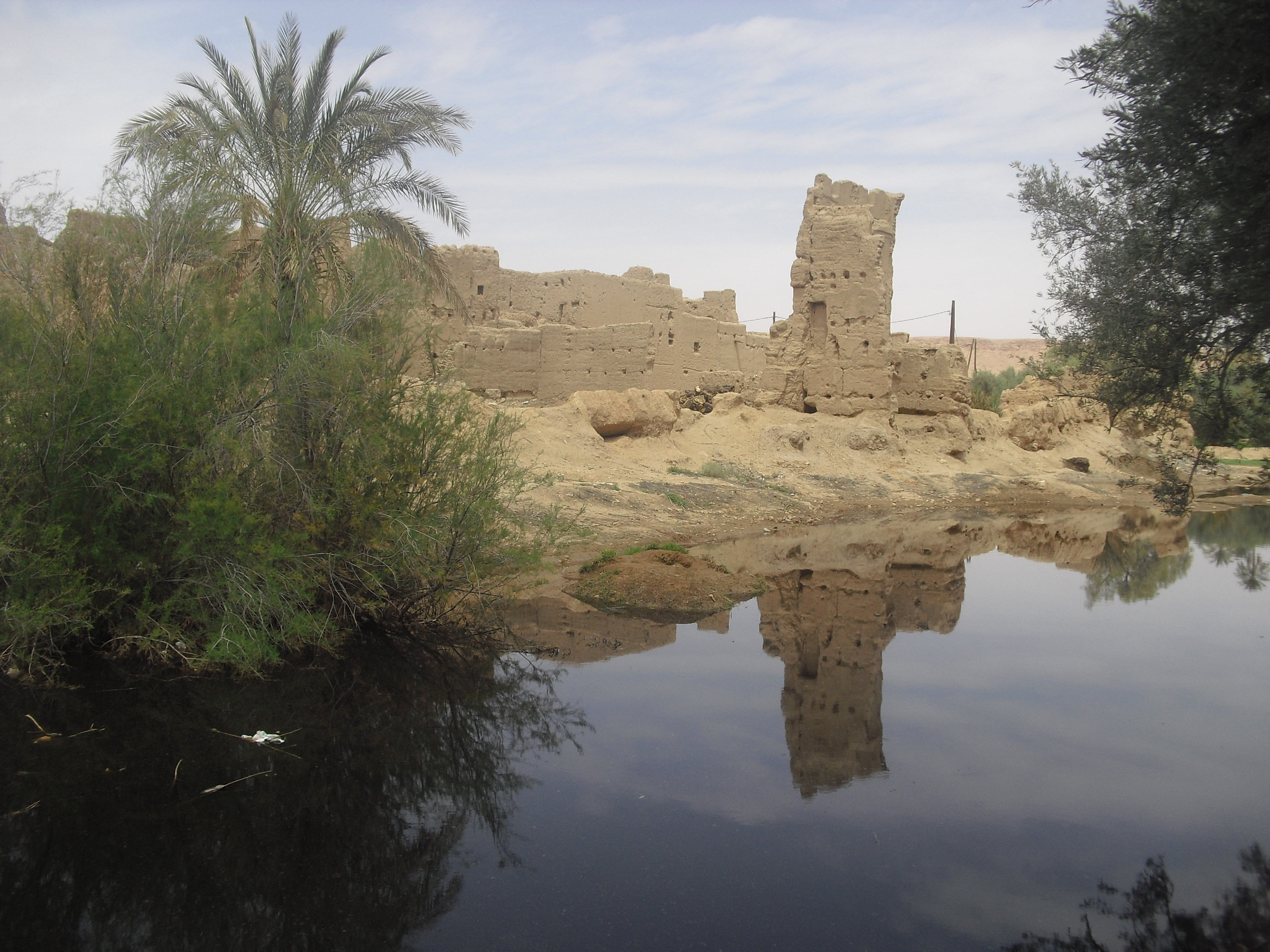
Les ruines du Ksar

## Ancienne mosquée
Effondrée : Malgré sa simplicité architecturale, elle a joué un rôle culturel et religieux important, la plupart des érudits (savants) de la région se rassemblaient à dans l'enceinte de la mosquée, engendrant des batailles littéraires et doctrinales entre plusieurs sectes soufies des régions avoisinant le ksar, tels que Ibn Abd al-Sadiq et Moulay Abdullah Sharif.
La caractéristique la plus importante de son "Minbar" archéologique sauvegardé dans la maison d’un des descendants de la famille Alaouite, est l'inscription d'une écriture de fond qui renseigne sur la date de sa construction comme suit :
"Au nom de Dieu, la paix soit sur notre prophète Mahomet, sa famille, est l'œuvre de cette chaire "Minbar" du Saint Coran, le calife "le prince" Moulay cherif fidèle fils de Moulay Ismail, commandeur des croyants que Dieu l’aide et le garde. L'ayant terminé la nuit du destin (ليلة القدر) en mille cent vingt-six…"[réf. nécessaire]
- La date de construction de la mosquée est 1126 de l'hégire qui correspond à 1714, environ sept années avant la construction du Palais et sa porte Bab Jdid en (1721).
  - Des maisons traditionnelles regroupées à l'intérieur dont les murs sont en pisé pour l'isolation du froid et de la chaleur.
- Ses rues couvertes auparavant étaient fraîches et agréables dans les moments de chaleur.
- Les toits ; les "Masria " (chambre sur les terrasses) furent des lieux de vie intense et d'échange.

## Démographie  et Ethnie
Le Ksar comporte une centaine d'habitants (environ 1000). Le ksar est habité par une dizaine de familles qui appartiennent, de règle, à des variétés ethniques importantes.
La population est constituée majoritairement d'ethnie berbère, notamment de la tribu d'Ait Atta la plus grande et remarquable au Sud Est du Maroc d'origine l'Anti-Atlas marocain (Saghro) parlant la langue tamazight.

### Ethnie berbère de Ksar Lamaarka
Les 5 fractions berbères ou grandes familles historiques composant le ksar sont :
- Ait Slimane représentés par les noms de familles suivants SLIMANI , HA , HSSAINI ,LAMAARKI , OUHAGGA
- Ait Zayd, représentés par les noms de famille EL AMRAOUI , HASSAYNE , MOUJANE…
- Ait hssain, représentés par la famille BAADI.
- Ait Ben hssain représentés par les noms de famille BANAGOU , OUBAHA, OUSSANA
- Ait Boulamaàden représentés par BOULAMAADEN ,EL YAKOUBI , OUSSAID, HEDDOU

### Ethnie Arabe de Ksar Lamaarka
À ces familles berbères s'ajoutent des familles chérifiennes (Les chorfas : chérifs) alaouites  d'ethnie arabe  telles Les ISMAILIYINES et SLIMANIYINE descendants alaouites de Moulay Chérif Ben Ismail : le roi fondateur du ksar. 
Si ces grandes familles historiques Berbères et Arabes Alaouites, constituèrent à l'origine le noyau ou la base de la communauté à Ksar Lamaarka, le Ksar accueillit des familles étrangères qui s'installèrent au fil des siècles derniers ! venant des ksours voisins ksar Tamaarkit et ksar Zrigat ou autres régions, telles que  : 
- Hamdawa (Ouled hmed ) et Mehlawa : parlant l'arabe essentiellement la darija, (l'arabe dialectal marocain).
- Kbalas terme exonyme : Haratins parlant certains arabe et d'autres berbère, d'origine incertaine provenant probablement du Sud et d’Afrique Subsaharienne, qui sont arrivés dans le village avec pour seul bien leur force de travail dans les champs. Ils ont été employées comme ouvriers dans le village, recevant le 1/5e des récoltes. Certaines ont pu accéder à la propriété car plusieurs propriétaires historiques ont quitté le village et ont vendu leurs terres à cause des vagues de sécheresses qu'à connu le Ksar ou par délaissement et pauvreté.

Ils sont représentés par les familles Barezzouk, Jaafar, Salah, Bouajaj, Arif, Totoch, Ouchbab, El Hili…
- Toutes ces familles précitées vivent en communauté organisée selon les préceptes de l'islam et sont gérées par "LaKbila" composée de 7 " MEZRAGUES ou représentants" qui représentent les principales familles du ksar (5 pour les berbères + 1 des Chourafas + 1 des Hamdaouas).

- Outre cette population et à une époque reculée jusqu’aux années cinquante du siècle écoulé, année de colonisation française, pendant le protectorat, un certain nombre de Juifs vécurent à Ksar Lamaarka dans un quartier "réservé" appelé " Mellah "  du côté ouest à l'opposé de la direction de la Qibla.
- Les Juifs étaient totalement intégrés à la communauté berbère et chérifienne Maarkienne, partageant nombre de coutumes de leurs voisins musulmans et vivaient en paix et en symbiose jusqu’à leur départ en Israël (vagues d'émigration entre 1948 - 1956) plus particulièrement après l'indépendance de ce pays en 1948. Ils travaillaient du métal, de la cordonnerie, de la fabrication des seaux de puits. Ils étaient des marchands ambulants (Aattars en arabe) parcourant les ksours aussi des commerçants qui vendaient les bijoux, le tissu et des produits agricoles comme les céréales dans les souks ruraux.

Il existe à ksar Lamaarka un site réservé (Un cimetière) aux enterrements des morts juifs avec des « tombeaux ».
- La pierre tombale à caractère hébraïque de la photo suivante témoigne l'existence des juifs au ksar.

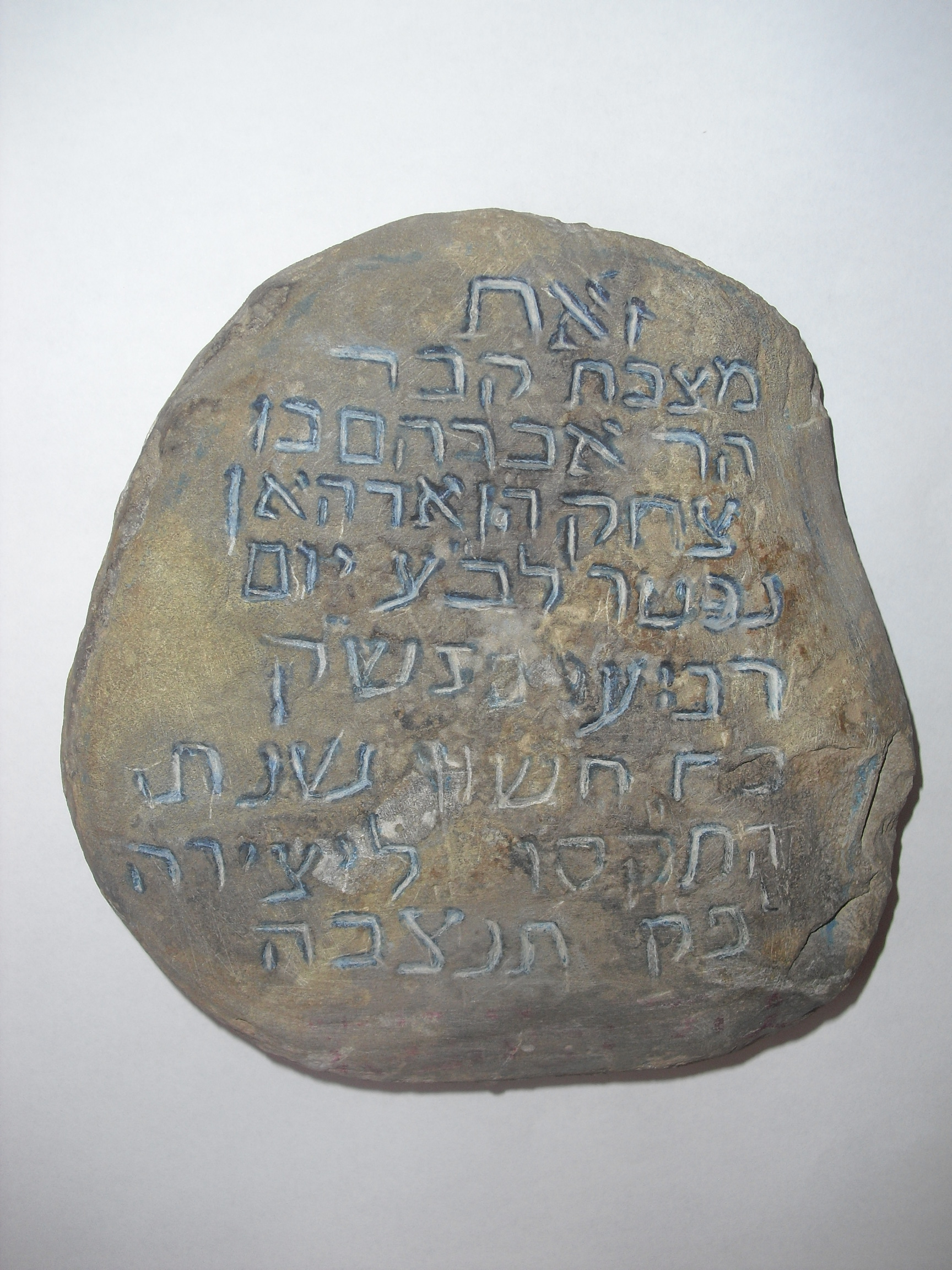
Pierre tombale ayant été trouvée à ksar Lamaarka portant des caractères hébraïques /המצבה נמצאה Lamaarka הכפר דמויות נושאות עברית, להוכיח את קיומ

## Infrastructure
Il existe un certain nombre d’infrastructures dans le village du ksar : une école primaire, une route goudronnée, l’accès à l'eau potable, ainsi que le raccordement aux réseaux : électrique et télécommunication, mais l’assainissement des eaux usées est problématique car la plupart des maisons sont dotées de fosses septiques individuelles. Une étude est en cours de réalisation par les autorités locales (commune rurale Er-teb) pour résoudre ce problème.
- Raiss El jamaâa : est président des élus des ksours relevant de la commune ; il a comme responsabilité la gestion de la commune rurale et la réalisation des projets de développement de celle-ci.
- Cheikh : C’est le chef d’équipe des mokadem de la commune rurale. Il les informe des nouvelles consignes et travaille en collaboration avec El kaid.
- Mokadem: c'est un agent auxiliaire du ministère de l'intérieur qui est supposé faire le lien entre la population du ksar et l'administration. Il a pour rôle de délivrer et signer les attestations de résidence, les certificats de célibats, de mariage, de décès et de naissances, de signaler ou transmettre les dépassements dans le domaine rural du ksar au caïd et son khalifat, etc.
- El karaoui : C’est l’élu du ksar et le représentant de la commune rurale qui a pour responsabilité de défendre le intérêts de la population en matière de développement des projets futurs dans la commune et les ksar en particulier.
- Lakbila : est constituée par des représentants, au nombre de sept, de chaque grande famille, appelés " les Mezrags" (5 personnes pour les Berbères et 2 autres pour les Arabes). Ils sont responsables de la gestion du ksar.

## Climat
Ksar Lamaarka jouit d'un climat semi-aride  :
- La température moyenne annuelle est de l’ordre de 20 °C.
- Les températures sont très élevées en été et très basses en hiver. Elles peuvent atteindre 50 °C en juillet et août jusqu’à −2 °C en hiver avec des gelées fréquentes durant les mois de décembre et de janvier et la grêle survient souvent durant les mois d’avril et août.
- L’amplitude thermique est particulièrement élevée en décembre et janvier, où les journées sont peu ensoleillées et les nuits très froides.
- Les hivers sont tempérés à froids et les étés sont marqués par de fortes chaleurs.
- La saison chaude s’étend de juin à septembre, et la saison froide de décembre à mars.
- L’évaporation annuelle est très élevée sous l'effet conjugué des températures, des vents, de l'air sec et de l'ensoleillement.

| Mois                              | jan. | fév. | mars | avril | mai | juin | jui. | août | sep. | oct. | nov. | déc. |
| --------------------------------- | ---- | ---- | ---- | ----- | --- | ---- | ---- | ---- | ---- | ---- | ---- | ---- |
| Température minimale moyenne (°C) | −2   | 3    | 5    | 8     | 10  | 16   | 26   | 28   | 20   | 15   | 12   | 1    |
| Température maximale moyenne (°C) | 16   | 18   | 24   | 26    | 30  | 34   | 45   | 50   | 36   | 30   | 26   | 20   |

### Précipitations
Elles sont en moyenne déficitaires. Les pluies ont généralement lieu en hiver et en fin de printemps mais aussi en début d'automne. Les pluies tombent souvent sous forme d’averses de très forte intensité et sont à l’origine des crues souvent destructrices.
La faible quantité des précipitations annuelles, couplée aux fortes températures, notamment estivales, et à l’importante évaporation, engendrent une aridité structurelle. La sécheresse a en effet de tout temps dominé les cycles naturels, s'étendant parfois sur plusieurs années. Les témoignages des habitants indiquent que l’histoire du village est rythmée par les grandes vagues de sécheresses : années 1930, début des années 1960, puis par la longue période de sécheresse des années 1980. On assiste actuellement à l’expansion des stations de pompage motorisés contribuant d’une façon plus efficace à l’exploitation de la nappe phréatique pour irriguer la palmeraie. L’alternance sécheresses / pluies concentrées est pénalisante pour l’écosystème et pour les cultures.

### Vents dominants
Ils sont de deux types : le Chergui et le Sahel. Le Chergui est un vent de nord-est, chaud et sec qui souffle essentiellement de mars à mai et de septembre à octobre. Le Sahel est un vent de sud-ouest, plus chaud que le Chergui, mais caractérisé par sa teneur en humidité. Ces vents provoquent des tempêtes de sable durant toute l’année, mais plus particulièrement en avril juillet et en septembre.

## Agriculture
La population vit principalement de l’activité agricole dont la production majeure est celle des palmiers dattiers et de l’élevage ovin  qui constituent leurs sources de revenus. Les autres secteurs d’activités sont inexistants (industrie, artisanat, tourisme). La population reste attachée à la terre et persiste malgré les fortes contraintes (changement climatique et ses impacts…). 
L'agriculture locale est de type oasien et irriguée, faiblement productive, orientée majoritairement vers la subsistance sur de très petites parcelles. Ces dernières sont nommées par les noms de famille des héritiers de ces oasis (une oasis prend le nom de famille de ses occupants, les terres sont transmises de père en fils par exemple : Oasis Lahdeb, Oasis Lkoucha, Oasis Issoumern…).  
Les cultures fourragères les plus répandues sont : la luzerne, l’orge, le maïs et le sorgho qui ont été introduits récemment. Cependant, la luzerne constitue un aliment animal de base. Elle est consommée verte pendant toute l’année, sauf les trois mois d’hivernage où elle est donnée sèche sous forme de foin. Le ksar enregistre très peu d’excédents de production en raison d'une faible productivité et la superficie restreinte des terres destinées à la culture fourragère. Pour remédier à l’insuffisance des quantités produites, les agriculteurs complètent les aliments de leur bétail par l’achat de pulpe sèche, de betterave, de son, d'orge et de paille.
La culture vivrière est composée de : carotte, navet, gombo, melon, laitue, radis, persil, coriandre et elle est composée aussi de blé tendre et orge ; ainsi que la fève et le petit pois. Cette culture maraîchère est peu pratiquée et occupe des superficies restreintes. La culture vivrière est destinée à la consommation familiale, rares sont les fois où les agriculteurs procèdent à la vente de ces légumes et céréales. Les ventes maraîchères sont effectuées sur les marchés de ksar Zrigat, d'Aoufouss et autres villages voisins. Malheureusement, les agriculteurs du kser ne bénéficient d'aucun appui des services agricoles locaux, en vue d'améliorer  la productivité et de la valorisation commerciale des produits locaux. L’agriculture de subsistance ne suffit plus à nourrir les habitants, les ressources locales sont en diminution, les habitants doivent faire face à des dépenses croissantes, ce qui peut les amener à faire des choix difficiles les engageant à prendre de lourdes décisions : exode rural ; diminution des rations alimentaires au détriment de la santé, notamment des enfants ; déscolarisation, qui touche surtout les filles…). Les sols les plus répandus sont de textures argilo-limoneuse et limono-argilo-sableuse d’apports alluvionnaires, pauvres en matières organiques en plus des sols de type argilo-calcaire. L’agriculture est faiblement productive et ne génère que de faibles revenus. Le statut juridique des terres est : Melk, Habous et Collectif en plus du domaine "makhsanien".

### Eau d'irrigation

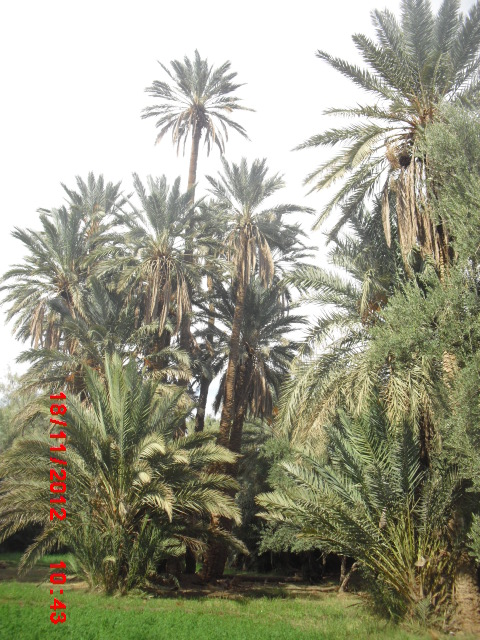
Palmier dattier.

Il existe dans la région des ressources en eaux souterraines importantes et peu en eaux de surface.
Les ressources hydriques permanentes sont les eaux souterraines d’une nappe alluviale dont le plancher se situe entre 12 m à 30 m de profondeur. Cette nappe est alimentée par les eaux superficielles des crues de l'oued Ziz, ainsi que par les écoulements des contreforts de l’Anti-Atlas et les lâchers d'eau du barrage Hassan Dakhil.
- La distribution de l’eau entre les habitants du kser repose sur une organisation sociale ancestrale (Al Ôrf) : elle s’articule autour des notions de droit d’eau et de tour d’eau acquis par héritage. La gestion de l’eau d’irrigation se fait collectivement par un groupe nommé "lakbila" constitué par des représentants de chaque grande famille" les "Mezragues", qui désignent un homme " Cheikh Seguia" qui gère l'irrigation à tour de rôle. Lorsque le premier irriguant a utilisé la quantité d’eau voulue, il ferme sa prise d’eau et l’irriguant suivant, en aval ouvre sa prise.
- Dans le cas des périodes de sécheresse estivale et par souci de rationalisation de l’utilisation de l’eau en cas d'existence dans le Seguia, les arbres ne sont pas irrigués directement mais profitent des apports d’eau des cultures basses comme la luzerne ou autres cultures estivales (maïs, sorgo, légumes, etc.). Chaque usager de l'eau doit donc payer une somme d'argent variable de 10 dirhams à 30 dirhams et plus selon la superficie irriguée.
- Si les eaux de crues insuffisantes, surviennent et circulent dans le Seguia, il y a un fort avantage aux irriguant de l’amont de la palmeraie, qui irriguent en premier.

Les usagers de l'eau sont chargés de temps à autre de l’entretien du seguia.
- En période de sécheresse aussi la plupart des agriculteurs achètent l’eau des puits équipés de motopompe diesel, du fait de la rareté de l’eau dans le Séguia et des difficultés de gestion de l’eau au niveau des seguias.
- En plus pour le gardiennage de la forêt ou des champs, il est effectué par un homme appelé « Cheikh el Ghaba ». C’est une personne choisie par le comité de direction du Ksar « lakbila », qui doit être digne de confiance, de respect, sage, capable de faire régner la loi et de bonne capacité physique ; l’opération peu demander la poursuite d’un voleur.

Le gardien des champs procède à des rondes et relève les infractions commises pendant chaque journée. Il se réunit par la suite avec lakbila pour décider des poursuites à donner aux violations constatées. Auparavant, la punition était de nourrir un certain nombre de personnes du Ksar, de travailler un certain nombre de jours dans le nettoyage du Séguia ou encore de faire comparaître le suspect devant le caïd à Aoufous.

### Arboriculture fruitière
L’arboriculture fruitière occupe une place prépondérante dans l’occupation des sols dans la palmeraie avec une dominance du palmier dattier et d'olivier en plus de certains arbres dispersés d’une manière désordonnée comme l’amandier, l’abricotier, le grenadier, le figuier, le grenadier, la vigne, le cognassier, le prunier…

#### Palmier-dattier
Le palmier dattier est une culture importante dans le Sud marocain. Il joue un rôle agronomique et écologique important dans les oasis et occupe une place économique importante dans le revenu des agriculteurs.
C'est la principale ressource de l'agriculture à Ksar Lamaarka. Il crée un microclimat favorable aux cultures sous-jacentes. Les variétés les plus répandues sont les variétés nobles dites de haute valeur commerciale Majhoul, boufeggous, Bouserdoune, Bid Djaj ainsi que les variétés Khalt. La production est principalement destinée à l’alimentation humaine ou du bétail. Il y a lieu de distinguer deux principaux modes de vente des dattes : la vente sur pied et la vente après récolte.
Le premier mode ne concerne pas uniquement les variétés dites de haute valeur commerciale mais également les autres variétés y compris les Khalts.
La vente sur pied est effectuée, généralement, à un stade précoce pour les raisons suivantes :
- Le risque de vol auquel est exposée la variété incite le producteur à opter pour ce mode de vente. L’acheteur, dans ce cas, prend en charge la surveillance des palmiers.
- La recherche de recettes pour subvenir aux besoins vitaux de la population ainsi que pour le financement de la campagne des autres cultures.Par contre, la vente après triage permet de sélectionner les dattes de bonne qualité qui sont destinées à la commercialisation ; celles de mauvaises qualités sont soit destinées à l’auto-consommation, à la transformation ou à l’alimentation animale, dans certains cas, elles sont vendues mais à des prix dérisoires.

- Contraintes du palmier dattier : Malgré l’importance agro-écologique, socioculturelle et socio-économique que revêt le palmier dattier dans la région ; il reste malheureusement encore actuellement victime d’une gamme très large de problèmes et de contraintes qui pèsent lourd sur la rentabilité de sa culture et entravent son extension et son développement dans la région. Ces contraintes sont généralement :

- La spontanéité et l’anarchie des plantations dattiers : La majorité des agriculteurs laisse le palmier constituer des touffes de plusieurs stipes allant parfois de 3 à 5 et plus ; productifs par pied mère et gardent les poussées aléatoires de semis naturel dans leur parcelle. Ceux-ci donnent à la palmeraie un caractère forestier naturel dont il est difficile de mener convenablement les travaux culturaux relatives aussi bien aux cultures sous-jacentes qu’au palmier dattier lui-même. La non-maîtrise des densités de plantation du palmier, en plus de l’olivier, entraîne un fort ombrage pour les cultures basses qui s’étiolent. Cela entrave une optimisation du processus de photosynthèse et par conséquent affecte la productivité des cultures et constitue donc un handicap sévère à la mise en valeur agricole rationnelle de la palmeraie.

- Contraintes spécifiques : liées à la conduite technique de la plante. Quoique, le palmier dattier soit considéré comme la charpente de l’agriculture oasienne, sa culture est encore conduite d’une manière traditionnelle. En réalité la a phœniciculture dans la région ne profite d’aucune intervention directe adéquate et volontaire, de la part des agriculteurs, à l’exception de la pollinisation et la taille, qui restent cependant non généralisées et non bien maîtrisées, et évidemment la récolte qui se fait encore actuellement selon des procédés traditionnels, voire rudimentaires dans certains cas.

- La perte du savoir traditionnel : Le vieillissement des exploitants (moyenne d’âge 60 ans chez les agriculteurs) et le manque d’intérêt des jeunes vis-à-vis de l’agriculture pose ainsi un problème de transfert du savoir-faire ; ceci constitue une grande contrainte pour la durabilité des systèmes de production en général ; par conséquent, la négligence dans la conduite de la culture du palmier dattières : la plupart des travaux qui demandent une certaine qualification comme la pollinisation du palmier dattier sont effectués généralement par ces chefs d’exploitation âgés (nos pères) ou la main d’œuvre salariée spécialisée. Ce délaissement et désintéressement technique observés dans la palmeraie ont des répercussions néfastes sur la qualité des dattes produites ainsi que les rendements techniques et économiques de cet arbre.

- La non-maîtrise des techniques de récolte engendre la détérioration de la qualité de la datte et par conséquent la baisse de son prix, aussi une disparition des savoirs de nos ancêtres « techniques ancestrales » « nos pères et nos grands-pères ont connu le pire. Ils ont vécu des moments très difficiles ; mais ils ont travaillé quand même dans la palmeraie et ont su s’adapter aux conditions dures ». Les conditions locales devenant trop défavorables et décourageantes, en particulier pour les jeunes générations qui aspirent à des conditions de vie plus modernes et moins difficiles que celles de leurs parents.

#### Maladies fongiques
- La Fusariose (Fusarium oxysporum fsp Albedinis). C’est une maladie fongique incurable à l’heure actuelle. Les foyers de ce champignon existent dans presque toute la vallée, et constituent une menace permanente pour les bonnes variétés de la région. La seule solution trouvée par les agriculteurs de la région est d’arracher et de brûler les pieds malades. Il s’agit d’une maladie vasculaire causée par un champignon mortel, rencontré dans le sol jusqu'à 1,20 m de profondeur, qui s'attaque aux meilleures variétés dattières telles que : le mejhoul, boufeggous, bouserdoune… en pénétrant par les racines, en cheminant dans le stipe et en envahissant les tissus du bourgeon terminal. Les symptômes résultants sont :

1. Le dessèchement unilatéral d’une ou plusieurs palmes (folioles et rachis) au niveau de la partie médiane coronaire.
2. Les palmes prennent un aspect de plumes mouillées et finissent par le dessèchement.
3. L’arbre atteint meurt fatalement mais dans des délais variant entre 6 et 24 mois après l’apparition des premiers symptômes

- La Mauginiella Scaettae est une maladie causée par un champignon, qui s’attaque aussi bien aux inflorescences mâles que celles femelles. Les inflorescences contaminées par le feutrage blanc mycélien sont totalement perdues par conséquent la production est directement anéantie. Elle est très fréquente dans la palmeraie d’Aoufous, observées surtout pendant les années humides, et les agriculteurs ne sont pas éveillés des moyens de lutte efficace, en effet, ils ne pratiquent pas un nettoyage adéquat de la partie coronaire, laissent les débris d’inflorescences et les spathes malades qui constituent une source permanente de contamination.La destruction par le feu de tous les débris malades est donc souhaitable ainsi que les traitements chimiques à base de fongicides (benomyl à la dose de 100 g/hl) après la récolte puis juste au début de la sortie des spathes.

- La cochenille (Parlatoria blanchardi) est un insecte présent dans toute la région, elle a le pouvoir de coloniser toutes les parties du palmier dattier : rachis, folioles, fruits, hampes…, avec une préférence les parties des palmes nouvellement dégagées. Son activité est intense à partir du mois de mars jusqu au mois de novembre ou ses dégâts sont relativement importants ; elle se nourrit de la sève et cause les symptômes suivants :Le limbe jaunit et ne peut assurer ses fonctions physiologiques. L’encroûtement empêche également la respiration et la photosynthèse normale de la plante, par conséquent une mort prématurée des palmes touchées.Les fruits sont dépréciés, ridés et endommagés, entraînant des pertes non négligeables en valeur marchande.

- Les pyrales des dattes (E .ceratonia) sont des papillons micro-lépidoptères pondent les œufs dans les dattes, les chenilles se développent à l’intérieur des dattes, aux champs comme en entrepôts, et déprécient leur qualité. La présence des chenilles constitue un handicap sérieux à la promotion de la consommation et par conséquent la commercialisation. Les dattes touchées sont souillées d’excréments brunâtres et abîmés à l’intérieur avec présence de soies blanches. Les dégâts engendrés aux dattes sont à la fois qualitatifs et quantitatifs ; les pertes occasionnées sont très importantes surtout après leur récolte, après un séjour prolongé dans les lieux de stockage et après leur commercialisation. Malheureusement, la lutte ne bénéficie d’aucune attention particulière de la part des agriculteurs. En effet, ils ne pratiquent pas des traitements phytosanitaires vu que les arbres sont de hauteur variable, plantation en touffes, présence de cultures intercalaires, et n’appliquent pas les mesures d’hygiène telles que : le triage à la palmeraie, le ramassage des dattes impropres tombées par terre représentant une source permanente de contamination et le nettoyage des lieux réservés à l’entreposage des dattes.

- Les moineaux  (Passer domesticus) sont très nombreux dans la région et s’attaquent aux dattes mûres qu’ils picorent et déprécient, faute de protection des régimes. Les dégâts sont très importants surtout au niveau des variétés précoces. Des moyens de lutte traditionnelle sont utilisés tels que les épouvantails mais se révèlent inefficaces par l’accoutumance des oiseaux, l’ensachage des régimes contribue efficacement dans la protection de la production contre leur attaque, mais n’est pas répandu dans la région.

- Les Termites,  les agriculteurs souffrent des dégâts que ces petits insectes causent au niveau du collet des jeunes plants. Les agriculteurs utilisent des moyens entachés d’archaïsme tels que la cendre ou du sable pour empêcher la pénétration des fourmis, aussi des insecticides sans respecter les doses. Les pratiques culturales de base qui sont négligées ou non respectées par les agriculteurs, sont résumées comme suit :

1. Rejets non ou mal enlevés avec pertes de jeunes rejets.
2. Non maîtrise des techniques de sevrage, plantation entretien et de protection des rejets.
3. Non maîtrise des densités de plantation.
4. Non maîtrise de la fertilisation.
5. Traitements phytosanitaires non appropriés de type traditionnel.
6. Mode d’irrigation peu adéquat et favorise la propagation des maladies.
7. Techniques de pollinisation traditionnelles et non améliorées.
8. Absence quasi-totale de dispositif de protection des régimes.
9. Absence de technique de taille : ciselage et limitation du nombre de régimes…
10. Mode de récolte non approprié (pertes).
11. Non valorisation des dates.
12. Conditionnement et stockage non appropriés….

#### Olivier

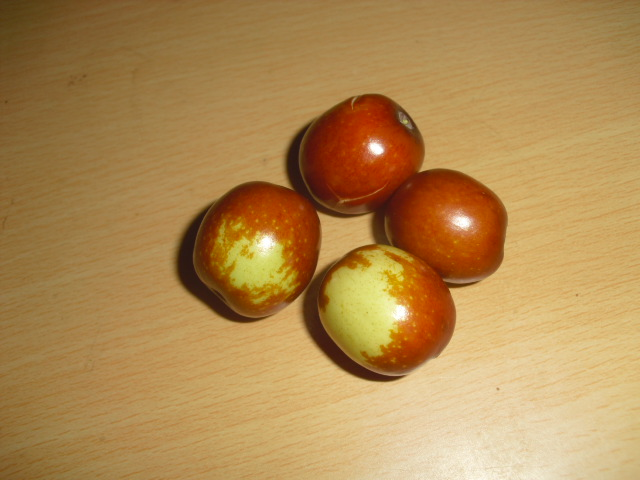
Jujubier cultivé à Ksar Lamaarka.

IL occupe le deuxième rang sur le plan de la production fruitière après les dattes et présente aussi beaucoup d’intérêt pour les agriculteurs. Il est même en train de prendre la place du palmier dattier dans certains endroits dévastés par le Bayoud. La variété population "Picholine marocaine" d'une richesse normale en huile est la plus cultivée au ksar. La cueillette des olives se fait en janvier et février, les productions sont immédiatement acheminées vers les unités de transformation des olives.
La production d’olive est généralement, destinée à l’autoconsommation après sa transformation en huile de table ou en vente sur pieds ou au quintal d'olive après récolte. La trituration des olives est réalisée dans des moulins traditionnels (lamâasra) possédés par certains agriculteurs du ksar ou des ksours avoisinants (zrigat, zaouia…) ou dans un moulin moderne nouvellement créé à Lamaarka. Lamâasra de lakbila était à l'époque un lieu d’extraction des huiles de tables. Les huiles obtenues sont destinées à la consommation directe avec du pain et de thé au petit déjeuner, pour une utilisation culinaire. Lmâasra renferme notamment un système d’extraction basé sur un jeu de poids d’une énorme pierre et un grand tronc d’arbre entrainée par un mouvement de rotation à l’aide d’une mule. Ce mécanisme permet à la pierre d’écraser les olives qui se trouvent emprisonné dessous. L’opération dure environ une journée pour l'extraction enfin de l'huile d'olive biologique. Le tourteau issu de cette manière est utilisé comme alimentation de bétail et pour alimenter le feu de cuisson des plats. En plus de ces espèces, il y a des pieds éparpillés de grenadier, amandier, vigne, cognassier, abricotier et certains arbres exotiques datant de l’époque du sultan Moulay cherif tels que le Jujubier et le Mûrier qui persistent jusqu'à l'heure actuelle.

### Élevage
La population pratique également un élevage semi intensif surtout d’ovins de race locale "D’man", connue pour sa haute prolificité et son aptitude au double agnelage. L'élevage permet la valorisation des sous-produits comme la paille, déchets de dattes, etc. La production de fumier est indispensable pour l'agriculture.

## Sites touristiques
La proximité de la Route nationale no 13 reliant Meknès à Tafilalt, est un atout complémentaire pour une activité touristique organisée sur la valorisation des spécificités écologiques et humaines que recèle la région En effet, Lamaarka dispose d’atouts touristiques nombreux, bien que située en zone saharienne, en particulier la visite des beaux paysages à plusieurs endroits notamment :
- La porte monumentale de Bab Jdid à Ksar Lamaarka
- Le palais Dar Lakbira édifié par le Sultan Alaouite Moulay Ismail.
- La palmeraie verdoyante de ksar Lamaarka avec ses beaux jardins et son ingénieux système d’irrigation qui permet d’arroser une forêt verdoyante de dattiers, d’amandiers, de grenadiers, pêchers, oliviers, figuiers, vignes, etc. À leurs pieds, les légumes sont cultivés : tomates, choux, fèves, etc.
- les grottes de Jbel Lamaarka "Dar lmakharib" là où des films nationaux et internationaux se sont tournés.
- Les Ksours avoisinants formant une chaîne impressionnante bordant la vallée de Ziz avec ses nombreux palmiers offrant ombre, fraicheir et gîtes.Ces ksours sont construits en pisé à couleur ocrée et caractérisés par quelques traits qui leur confèrent une valeur exceptionnelle, telle que leur adaptation aux conditions climatiques, leur fusion et intégration au paysage environnant.
- La source Ain laati : Située sur la route vers Erfoud à environ 7 km du ksar sur la rive gauche de Oued Ziz.
- La source bleue de Ksar Meski: Située sur la rive gauche de l’oued Ziz à 30 km de Lamaarka. Cette source d’eau froide vient directement des montagnes et se déverse dans un bassin où il est possible de se baigner, un lieu idéal un rafraîchissement en été. L'ancien ksar de Meski fait partie des monuments historiques qui ont résisté à de multiples aléas. La construction du ksar revient à l’époque des Almohades Mahdites lors du XIIe siècle .
- L'espace saharien, situé au sud de ksar lamaarka, avec ses nombreuses oasis offrant ombre et gîte.
- La ville d'Erfoud avec ses nombreux et beaux hôtels, style casbahs, fleurissant le long de la route vers Rissani ainsi que ses multiples carrières qui recèlent des spécimens d'une incroyable diversité : les fossiles de type goniatites, des trilobites et des orthocères, remontant à l’ère primaire il y a quatre cent cinquante mille ans.On y trouve aussi des fossiles de poissons très primitifs, les poissons cuirassés du Dévonien (Placodermes).
- les Khettara, système traditionnel de mobilisation de l’eau. La khettara est une galerie drainante amenant par gravité l'eau de la nappe phréatique à la surface du sol à des fins d'irrigation et d'eau potable. Cette technique, très ancienne, de première apparition en Iran, a été introduite au Maroc par les Arabes lors de leurs conquêtes au Maghreb. Le nombre total des khettaras mises en place à travers la zone s'élève à 570 khettaras (2,900 km) dont 250 seulement sont actuellement fonctionnelles.
- La ville de Rissani avec ses grands bazars authentiques et ses ksours anciens.
- Ksar Elfida, Situé à quelques kilomètres au nord est de la ville de Rissani, le ksar Elfida est le plus important et le plus ancien des ksours Alaouites de Tafilalet. La genèse du ksar remonte à l’époque du règne du sultan My Ismail. Il est récemment restauré pour abriter le musée régional.
- Mausolée My Ali Cherif : Le mausolée a été reconstruit en 1965 après sa destruction par une crue de l’oued Ziz. L’enceinte sacrée abrite la tombe de My Ali Cherif, premier fondateur de la dynastie Alaouite à Sijilmassa et contient aussi une vaste cour, un patio et une mosquée pittoresque.
- Le village de Merzouga avec ses Dunes d'Or de l'Erg chebbi hautes de 150 m et s’étendant sur plus de 30 km de longueur et réputées par leurs vertus thérapeutiques surtout pour des cas rhumatismaux ainsi que les campings et auberges fleurissant avec le flot des touristes. La vue du lever et du coucher du soleil est féerique.
- Les gravures rupestres de Taouz qui datent de l’époque romaine,
- Les plateaux désertiques "La hamada" parsemée de millions de cailloux noirs.
- Les mines de Mifis avec ses cristaux de type : barytine; plomb…, sur la route se trouve, à Talghemt une charmante maison d’hôte avec une agriculture biologique oasienne pratiquée dans la ferme agro-touristique installée devant la maison par un jeune technicien horticole d'origine de ksar LamaarKa et lauréat de l'Institut des techniciens spécialisés en agriculture d'Errachidia.

## Traditions et coutumes

### Mariage des Ait Atta à ksar Lamaarka
Le mariage a une grande importance dans la culture amazighe en particulier à Ksar Lamaarka. Chez les Aït atta, le mariage est très important pour l’individu, c'est un sujet de préoccupation constant surtout pour les jeunes filles et celles qui ne sont pas encore mariées à l’âge de 25-30 ans sont plaintes par leur entourage chacun regrettant qu’elles n’aient pas eu « leur chance ». Il y a encore peu de temps, de nombreuses jeunes filles étaient mariées dès l’âge de 15 ans. Les nouvelles règles introduites par le récent Code de la Famille marocain, élevant l’âge légal du mariage à 18 ans pour les filles, comme pour les garçons, ont donc paru bien étranges aux Aït Atta.
Une famille qui possède un fils arrivé à l’age adulte aura comme souci principal de lui trouver une épouse s'il désire de se marier :
Les parents désignent l'homme ou la fille à épouser. Toute la famille a son mot à dire quant à la personne que le jeune adulte va épouser, car ce n’est pas seulement le mariage de deux personnes mais de deux familles qui se verraient plus ou moins agrandies et renforcées par ce mariage. La puissance d’une famille dépend donc entre autres des mariages… Les jeunes époux ont la possibilité de faire connaissance s'ils ne sont pas voisins ou membres d'une même famille, avec le consentement donc des parents.
Il arrive parfois, mais dans des cas exceptionnels, que les jeunes se mettent d'accord pour se marier après une amitié secrète ; le mari en fait part à sa famille de manière discrète pour l'informer et demander la main de la future mariée à ses parents. La future mariée et son futur mari doivent se soumettre, chacun de son côté, à plusieurs préparations avant le déroulement de leur mariage.
Lorsque le mariage débute, Isli et Tislit sont considérés des princes au cours de leur mariage : Isli nomme ses ministres (Isnayn en berbère) qui se chargeront de l'organisation de la fête et du transport de tislit depuis son lieu de résidence jusqu'à celui du prince. Lors du premier jour dit chez Ait Atta 'Ass n'Osskkimo', les représentants du prince "Imsnayen" généralement au nombre de trois se rendent à la maison de la princesse munis d'une valise pleine de trousseau modeste et de cadeaux de mariage que les "Isnayen" distribuent aux assistant(e)s au mariage à leur arrivée au soir. Ils sont accueillis chaleureusement par les invités de la mariée. Bientôt la grande cérémonie du henné prend lieu pendant la nuit après le dîner. Un groupe de femmes entoure la mariée et entame le fameux rituel du henné avec des chansons rythmiques de "Warrou" en plus de la danse d'"Ahidouss". Tout le monde est content au palis de la princesse. Son visage est alors voilé d'un tissu spécial, le foulard de couleur rouge et vert en soie dit "aâbrouk" et un collier en ambre dit "louban" est mis autour de son cou. Une couverture simple dite "ahrouy ou lizar" est épinglée avec des fibules dites "tisoughnasse".
Une fois la mariée chaussée de babouches dites "tikourbiyine" et embellie par quelques retouches esthétiques, le rituel du henné prend fin. les femmes chantent tout en répétant des répliques d'adieux et la danse d'"Ahidouss" se poursuit. Ensuite vient l'étape de départ à bonheur, les envoyés du mari accompagnés d'un groupe de famille de la princesse doivent vaincre la résistance livrée par les habitants du Ksar d'origine de la mariée qui s'opposent énergiquement à son départ.

### Ahidous, danse berbère
À Ksar Lamaarka, le mariage des Ait Atta est célébré sur une place publique ou dans un enclos réservé à ce genre de cérémonies. La danse dite ahidous : une des danses les plus populaires et les plus importantes qui a un caractère collectif connu dans la société Amazighe au Maroc. La danse diffère selon les régions et les ethnies berbères. C'est un moyen qui permet au groupe d'exprimer l'émotion partagée par les individus. L'art d'ahidouss ne se limite pas à la simple distraction, mais c'est un moyen de communication entre les individus et une expression de l'esprit collectif et de solidarité. Cette danse débute par l'alignement tout droit des danseurs. Puis quand les hommes commencent à rythmer leur mouvement avec du tambourin (Aguenza), les danseuses désireuses de participer à la danse se positionnent devant les hommes, avec leur visage caché par un tissu (Tahrouyt), chaque femme tend sa main droite à celle du côté droit et sa main gauche à celle qui se trouve à sa gauche. L'un des hommes commence à chanter la poésie puis les autres hommes le répètent ensemble, après les chants des hommes et des femmes alternent. Pendant que les hommes jouent du tambourin (Aguenza) avec un va-et-vient et répètent les refrains, les femmes gardent le silence, tout en suivant le mouvement rythmé de la danse. Chacune doit avoir appris dès son jeune âge les gestes et les rythmes à exécuter. Il faut connaître les paroles chantées, le sens des rythmes pour bien maitriser cette danse. La poésie berbère est poésie d'amour en général, elle chante l'amour, rien que l’amour. Cette danse chez les jeunes (bel homme ou belle fille), différenciées par leurs coiffures, s’accompagne de sourire ou lancement du clin d’œil dans un langage secret presque impossible à décoder pour le non-initié.
Malheureusement beaucoup des traditions lors du mariage se dégradent. Les gens se marient toujours. Les mariages n'ont plus le même charme qu'avant. Les coutumes ne sont plus respectées. Les habits ne sont plus les mêmes, le pantalon noir  (costume) dépasse de la jellaba blanche, les cheveux longs ont fait leur apparition, les femmes dansent avec les talons hauts et portent des ceintures en pacotille(sans valeur) et de faux bijoux. Bien plus, la vie étant devenue chère, on préfère de simples cérémonies en famille où les femmes dansent entre elles la danse du ventre sur les rythmes des chansons modernes des villes (discothèques...beldi...).
Même si chaque chose a subi une touche de modernisme, le fond est demeuré intact. On n’a abandonné ni le tajine aux sept légumes ni le couscous aux raisins et pruneaux secs, ni le prestigieux thé marocain à la menthe irremplaçable boisson chaude, qui rafraîchit par sa saveur et par sa magie lors de ces mariages, avec le grand Siniya et ces vers en plus des gâteaux et kawkawes (arachides). En plus des fêtes religieuses, certaines fêtes sont célébrées telles que :
- Le Nouvel An Berbère :  Hagouza la fête de Yennayer, c'est une tradition ancienne, elle signe le nouvel an agricole. Les Marocains la nommaient Hagouza, une fête qui était depuis longtemps, fêtée dans plusieurs régions du Maroc et en particulier à Ksar Lamaarka. Le Nouvel an Amazigh ou jour de l'an agraire appelé au Maroc « yennayer » ou « Filahi » se fête le 13 janvier, cette année 2013, nous sommes en 2963 du calendrier agraire berbère. L’origine de ce calendrier dérive de celui appelé julien et qui compte les années à partir de 950 avant J.C. (2013 + 950 =2963), avec un décalage de 13 jours par rapport au calendrier grégorien. Elle est fêtée par la préparation d'un grand couscous aux sept légumes à base de fruits secs. La maîtresse de maison, au moment de garnir son plat, introduit dans la semoule un noyau de datte que seul le plus chanceux (tout au long de l'année) de la famille découvrira en formant ses boulettes à partir du plat collectif.

- La Circoncision : C'est la fête de la circoncision ou Lkhtana en arabe, des jeunes enfants, généralement entre la naissance et trois ans et demi. L'enfant porte une djellaba, genre de soutane blanche ; le "Hajjam", à l'époque "chirurgien" de circonstance (de nos jours la circoncision se fait par un chirurgien à l'hôpital), exécute la circoncision de l'enfant à qui on donne un œuf dur à la main, symbole de fertilité. La douleur est vite atténuée par les youyous (zagharid en arabe) des femmes, l'enfant est alors mis dans une chambre où il reçoit la visite de tous les proches intimes du ksar. Des cadeaux sont alors donnés à l'enfant.